# Harlem River
El Harlem River és un estret braç de mar de 13 quilòmetres de longitud, que forma un estret a l'estuari del riu Hudson i que connecta l'East River i el Hudson River, tot separant el Bronx de l'illa de Manhattan, a Nova York. El Spuyten Duyvil Creek (també conegut amb el nom de Harlem River Ship Canal, que vol dir 'canal navegable de Harlem River'), situat sobre el traçat del Harlem River, lleugerament al sud de l'antic traçat del braç de mar, delimita un petit barri de Manhattan (Marble Hill), que està situat al mateix costat que el Bronx.

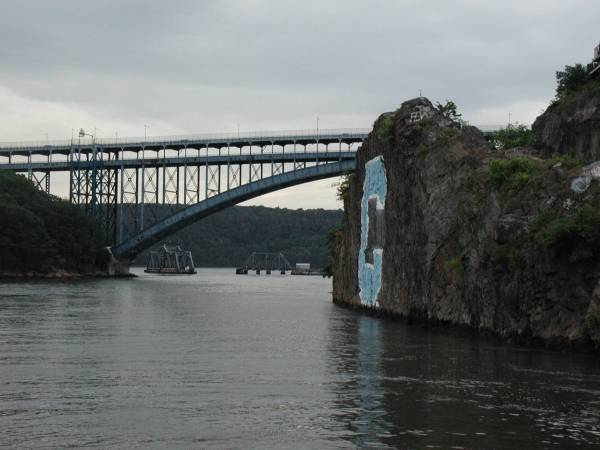
La C Rock amb, en segon pla, el Henry Hudson Bridge i el Spuyten Duyvil Bridge, de lluny

El Harlem River pot ser emprat per vaixells. Tots els ponts del Harlem River, a excepció del Spuyten Duyvil Bridge (pont sinuós situat a la confluència del Harlem River i del Hudson River) toleren un espai màxim de pas de 7,3 metres; més enllà, els ponts sinuosos s'han d'obrir per tal de permetre el pas dels diferents vaixells. Tanmateix, aquests darrers anys, el nombre de vegades en què els ponts han estat oberts a causa de proves superava el nombre d'obertures dels ponts per al pas de vaixells. Els mariners que desitgen travessar el Harlem River han de contactar amb les autoritats marítimes de la ciutat com el New York City Department of Transportation, cosa que no suposa cap mena de despesa econòmica per als usuaris.
El Harlem River acull tradicionalment la cursa de rem de la ciutat de Nova York, de la mateixa manera que la Charles River de Boston, o la Schuylkill River de Filadèlfia. Així, en una de les seves ribes hi ha l'hangar de vaixells de l'equip de rem de la Universitat de Colúmbia, i el braç de mar acull diverses curses de l'equip de rem de la universitat. Els atletes honoren així la C Rock (Roca C per a Columbia), inscripció gegant pintada sobre les roques, encarada a les vies emprades pel metro North Railroad, i les línies del metro de Nova York.